# Bedřich Fendrich
Bedřich Fendrich (* 24. června 1943, Znojmo) je bývalý český silniční motocyklový závodník.

## Závodní kariéra
Patřil k nejlepším československým závodníkům nižších objemových tříd, v mistrovství Československa startoval v letech 1967-1982. Celkem vyhrál 31 mistrovských závodů a získal 8 titulů mistra Československa. V mistrovství světa startoval poprvé v Brně v roce 1968, kdy nedojel na ČZ závod třídy do 125 cm³. Na ČZ jezdil i v roce 1969. Od roku 1970 byl továrním jezdcem Považských strojíren na motocyklu Tatran ve třídách do 50 a 125 cm³, ve kterých na domácích tratích bojoval především s motocykly Ahra. V roce 1970 skončil při Grand Prix ČSSR s motocyklem Tatran 50 cm³ jedenáctý a v dalším roce 1971 dosáhl největšího úspěchu sedmým místem, když na mokré trati před ním dojel pátý Zbyněk Havrda na motocyklu Ahra a šestý Milan Šobáň na Kreidleru.
Do cíle v Brně dojel už jen v roce 1979, kdy byl sedmnáctý na motocyklu Juventa 125. V domácím mistrovství skončil v roce 1967 sedmý na motocyklu Ravo 125. V roce 1970 získal mistrovský titul na Tatranu 50, v roce 1971 na Tatranu 125. V letech 1972 a 1973 získal vždy titul v jedné z nejnižších kubatur. V roce 1975 získal tituly na Tatranu 50 i Ravu 125. Další titul získal v roce 1976 na Kreidleru 50. Potom přešel na experimentální motocykl Juventa vlastní konstrukce a další titul již nezískal. Poslední závod mistrovství republiky vyhrál 4. července 1976 ve třídách do 50 i 125 cm³.

## Úspěchy
- Mistrovství Československa silničních motocyklů
  - 8x Mistr Československa ve třídách do 50 a 125 cm³
- 31 vítězství v závodech mistrovství Československae třídě do 50 cm³
  - 1967 do 125 cm³ - 7. místo
  - 1968 do 125 cm³ - 10. místo
  - 1969 do 50 cm³ - 2. místo
  - 1969 do 125 cm³ - 26. místo
  - 1970 do 50 cm³ - 1. místo
  - 1970 do 125 cm³ - 8. místo
  - 1971 do 50 cm³ - 2. místo
  - 1971 do 125 cm³ - 1. místo
  - 1972 do 50 cm³ - 1. místo
  - 1972 do 125 cm³ - 4. místo
  - 1973 do 50 cm³ - 1. místo
  - 1973 do 125 cm³ - 4. místo
  - 1974 do 50 cm³ - 4. místo
  - 1974 do 125 cm³ - 1. místo
  - 1975 do 50 cm³ - 1. místo
  - 1975 do 125 cm³ - 1. místo
  - 1976 do 50 cm³ - 1. místo
  - 1976 do 125 cm³ - 5. místo
  - 1977 do 50 cm³ - 5. místo
  - 1977 do 125 cm³ - 5. místo
  - 1978 do 50 cm³ - 4. místo
  - 1978 do 125 cm³ - 5. místo
  - 1979 do 50 cm³ - 3. místo
  - 1979 do 125 cm³ - 3. místo
  - 1980 do 50 cm³ - 11. místo
  - 1980 do 125 cm³ - 6. místo
- Mistrovství světa silničních motocyklů 1971 - 27. místo do 50 cm³
- Grand Prix ČSSR 1971 7. místo do 50 cm³ - motocykl Tatran
- Grand Prix ČSSR 1979 17. místo do 125 cm³ - motocykl Juventa
- 300 ZGH
  - 1970 3. místo do 50 cm³
  - 1972 1. místo do 50 cm³
  - 1973 1. místo do 50 cm³
  - 1974 1. místo do 50 cm³
  - 1976 1. místo do 50 cm³